# مايك كريستي (ملحن)
مايك كريستي (بالإنجليزية: Mike Christie)‏ هو ملحن بريطاني، ولد في 21 أبريل 1981.

## وصلات خارجية
- الموقع الرسمي